# Station Södertälje centrum
Södertälje centrum is een station van de pendeltågin de Zweedse stad Södertälje.